# Рахил
Рахил (на иврит: רָחֵל, Рахел – означава „овчица“ – в преносен смисъл „чистосърдечна“) е втората и любима жена на Яков и сестра на Лиа първата жена на Яков, майка на Йосиф и Вениамин. Освен съпруга на Яков, тя се пада и негова първа братовчедка.

## Живот
Рахил се споменава за първи път в еврейската Библия в “Битие 29 “когато Яков се среща с нея, когато тя е на път да напои стадото на баща си. Тя е втората дъщеря на Лаван, брат на Ревека, което прави Яков за първи братовчед. Яков беше изминал голямо разстояние, за да намери Лаван. Ревека го беше изпратила там, за да се пази от разгневения си брат близнак Исав.
По време на престоя на Яков той се влюбва в Рахил и се съгласява да работи седем години за Лаван в замяна на нейната ръка. В нощта на сватбата булката беше забулена и Яков не забеляза, че Лия, по-голямата сестра на Рахил, е заменена. Докато „Рахел беше прекрасна по форма и красива“, „Лия имаше нежни очи“. По-късно Яков се изправя срещу Лаван, който оправдава собствената си измама, като настоява по-голямата сестра да се омъжи първо. Той увери Яков, че след като сватбената му седмица приключи, може да вземе и Рахел за съпруга и да работи още седем години като заплащане за нея. Когато Бог „видя, че Лия не е обичана, той отвори утробата ѝ“ (Битие 29:31) и тя роди четирима синове.
Рахел, подобно на Сара и Ребека, оставаше неспособна да зачене. Според Тиква Фример-Кенски, „Безплодието на матриарсите има два ефекта: то засилва драмата на раждането на евентуалния син, отбелязвайки Исак, Яков и Йосиф като специални; и подчертава, че бременността е акт на Бог. "
Рахел ревнуваше Лия и даде на Яков слугинята ѝ Била да бъде заместителна майка за нея. Била роди двама сина, които Рахил назова и отгледа (Дан и Нефталим). Лия отговорила, като предложила на Яков слугинята си Зилфа, и посочила и отгледала двамата сина (Гад и Асир), които Зилфа родила. Според някои коментари Била и Зилпа са били полусестри на Лия и Рахил.След като Лия отново заченала, Рахил най-накрая била благословена със син Йосиф, който щял да стане любимото дете на Яков.
След раждането на сина си Йосиф, Яков решава да се завърне в Ханаан заедно със своето семейство. По средата на раждането акушерката ѝ казва, че рожбата ѝ е момче. Преди да умре тя кръщава сина си Бен Они („Синът на моя плач“), но Яков го променя на Бен Ямин („Синът на юга“ тъй като е единственият му син роден в Ханаан).
Рахил умира на единадесетия ден от еврейския месец Хешван (съответства на октомври-ноември) и е погребана от Яков на пътя за Юдея, точно извън границите на Витлеем. Днес Гробът на Рахил се намира между Витлеем и Йерусалим в Гило, едно от южните предградия на Йерусалим. Почитан е и от мюсюлмани и от християни и се посещава от десетки хиляди поклонници всяка година.

## Образът на Рахил
Рахил символизира майката, която жертва живота си за раждането на детето си и която до последния си дъх се тревожи и грижи за съдбата на рожбата си.
Историята на Рахил и нейната силна любов с Яков е вдъхновявала не един автор. Освен героиня в няколко пиеси и поеми, Рахил е увековечена и от художници като Клод Лорен и Рафаело.